# Пендик
Пендик (тур. Pendik) је округ у вијалету Истанбул, Турска. Према попсиу из 2020. године било је 711.894 становника. Налази се на азијској страни Истанбула.
Становништво Пендика чине досељеници из Анадолије, Кавказа и Балкана. Бошњаци су се у Пендик досељавали углавном након 1950. године.  Највећим делом су пореклом из Санџака и настањени су у насељима Јешилбаглар, Сапанбаглари, Јени и Бахчелијевлер. Према проценама у Пендику живи од 45 до 50 хиљада Бошњака.

## Насеља
Округ Пендик се састоји од 36 насеља:
| - Ахмет Јесеви - Бахчелијевлер - Балиџа - Бати - Чамчешме - Чамлик - Чинардере - Догу - Думлупинар - Емирли - Ертугрулгази - Есенлер | - Есенјали - Фатих - Февзи Чакмак - Гочбејли - Гулубаглар - Гузелјали - Хармандере - Кавакпинар - Кајнарџа - Курна - Куртдогмуш - Курткој | - Орхангази - Орта - Рамазаноглу - Санаји - Сапанбаглари - Сулунтепе - Сејхли - Велибаба - Јајалар - Јени - Јенишехир - Јешилбаглар |